# Пам'ятне місце, де нацисти розстріляли євреїв
Пам'ятне місце, де фашисти розстріляли євреїв (офіційна назва) — пам'ятка історії місцевого значення в Тернополі. Охоронний номер 1699.

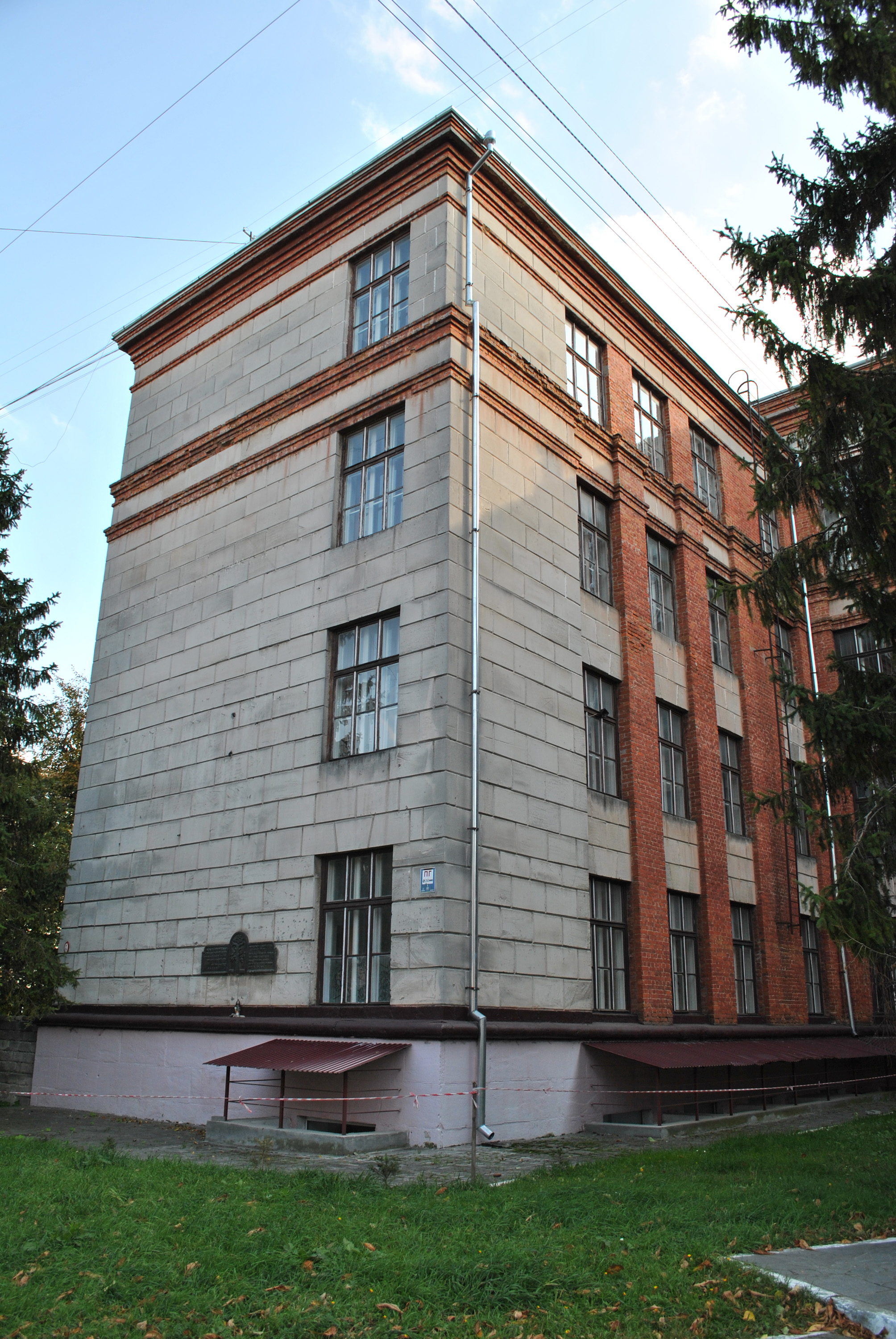
Вигляд на лівий бік фасаду морфологічного корпусу ТДМУ, де розміщена меморіальна таблиця

Розташоване біля морфологічного корпусу Тернопільського державного медичного університету імені І. Я. Горбачевського на вул. Руській, 12. Тут на початку липня 1941 року нацисти розстріляли сотні тернопільських євреїв.

## Історія
2 липня 1941 року в Тернопіль вступили німецькі війська, а вже наступного дня, з приводу загибелі їхніх льотчиків, у місті почалися єврейські погроми. Чоловіків виштовхували з будинків і розстрілювали на місці, спалювали синагоги й молитовні доми. Терор тривав до 6 липня, за кілька днів нацисти розстріляли близько 5000 євреїв. Близько 1000 тернопільських євреїв розстріляли 6 липня.

## Вшанування пам'яті
На фасаді корпусу встановлена меморіальна таблиця з написом на івриті та українською мовою:
| פֿארבּײַגײַער, שטעל זין אָפ אוּך בּייג אָן דעם קאָפּ. דאָ, אָנהויבּ יוּלי 1941, האָבּן די פאשיסטן אריסגעשאָסן טויזנטער טאַרנאָפּאָלער יידן. ת.נ.צ.ב.ה. |  | ПЕРЕХОЖИЙ ЗУПИНИСЬ І СХИЛИ ГОЛОВУ: ТУТ НА ПОЧАТКУ ЛИПНЯ 1941 РОКУ ФАШИСТИ РОЗСТРІЛЯЛИ СОТНІ ЄВРЕЇВ-ТЕРНОПОЛЯН. МИР ЇХ ДУШАМ. |

Таблиця складається з трьох частин: по центру — символічне дерево з обрубаними гілками, зліва — текст на івриті, справа — українською. Таблиця перебуває на утриманні та обслуговуванні ГТОВ «Мрія».